# 雨野宮将明
雨野宮 将明（あめのみや まさあき、1992年9月3日（32歳） - ）は日本の男性お笑いタレント・俳優。東京都出身。東京NSC17期生。吉本興業所属。

## 人物
NSC同期で、第2回ハイスクールマンザイ優勝経験のある遊佐亮介（現：吉本興業俳優班所属）とのお笑いコンビ「 ハンプティ・ダンプティ」を2012年に結成し、ボケを担当。2015年にコンビを解散し、ピン芸人となる。
いわゆるデブタレントであり、その存在感を生かして俳優としても活動。ドラマ『学校のカイダン』で共演した縁から須賀健太、加藤諒と仲が良い。
ヨシモト∞ホールを拠点とする、ぽっちゃり体型の芸人たちによるアイドルユニット「甘栗カンパニー」のメンバー。同期であるガーリィレコードのYouTubeチャンネルにもレギュラー出演している。

## 出演
「ガーリィレコードチャンネル」としての活動は「ガーリィレコード#ガーリィレコードチャンネル」を参照。

### テレビ
- 学校のカイダン（2015年1月10日 - 3月14日、日本テレビ） - 御手洗いるま 役
- 洞窟おじさん 第4話（2015年10月22日、NHK BSプレミアム） - 中村悠人 役
- 増山超能力師事務所 第1話（2017年1月5日、読売テレビ・日本テレビ）- 成田史哉 役
- 恋がヘタでも生きてます（2017年4月6日 - 6月22日、読売テレビ・日本テレビ） ‐ 夏目元気 役
- 澤部パパと心配ちゃん（2017年）
- マジムリ学園（2018年7月26日 - 9月27日、日本テレビ） - ハカセ / 小林礼央 役
- 新・ミナミの帝王 Epidode18 バイトテロの誘惑（2020年1月13日、関西テレビ）
- 江戸モアゼル〜令和で恋、いたしんす。〜（2021年1月7日 - 、読売テレビ）-秋山勘太 役
- アバランチ 第4話（2021年11月8日、カンテレ・フジテレビ系）- YouTuber ダサオch 役

### 映画
- 誰にも会いたくない 金森正晃監督(2019年4月)沖縄国際映画祭

- 斉木楠雄のΨ難 (2017年10月21日、ソニー・ピクチャーズ エンタテインメント / アスミック・エース)

### ＣＭ
- MATCH（2016年、大塚食品） 「席替え」篇

- PlayStation 4「コール オブ デューティ インフィニティット・ウォーフェア」（2016年、ソニー・インタラクティブエンタテインメント） 「山田孝之と5人の絆」篇

### 舞台
- ダンガンロンパ THE STAGE〜希望の学園と絶望の高校生〜2016（2016年6月16日 - 7月16日、Zeppブルーシアター六本木、東海市芸術劇場、サンケイホールブリーゼ、関内ホール） - 山田一二三 役（ダブルキャスト）[4]